# Luca Hämmerle
Luca Hämmerle (* 4. Oktober 1996 in Bülach, Schweiz) ist ein ehemaliger österreichischer Snowboarder. Er startete in der Disziplin Snowboardcross und war 2018 österreichischer Meister.

## Werdegang
Luca Hämmerle kommt aus einer sportlichen Familie: Seine Brüder Michael und  Alessandro (* 1993) sind ebenfalls als Snowboarder aktiv. Bis zu seinem sechsten Lebensjahr wohnte der Sohn einer Schweizerin mit seinen Brüdern in der Schweiz und zog dann mit seiner Familie nach Österreich ins Montafon.
Als 14-Jähriger wechselte er ins Skigymnasium Stams. Bei den Europäischen Jugendspielen 2013 belegte der damals 16-Jährige den zweiten Platz.
Im November 2018 holte er sich seinen ersten österreichischen Meistertitel im Snowboardcross. Im November 2019 wurde er im Rahmen eines Europacup-Rennens auf dem Pitztaler Gletscher Vize-Staatsmeister im Snowboardcross hinter seinem Bruder Alessandro. Im August 2024 erklärte der 27-Jährige seine aktive Zeit für beendet.
Hämmerle war aktiver Sportler des Heeressportzentrums des Österreichischen Bundesheers. Als Heeressportler trägt er derzeit den Dienstgrad Korporal.
Luca Hämmerle lebt in Bludenz.

## Erfolge

### Weltmeisterschaften
- Park City 2019: 36. Snowboardcross
- Bakuriani 2023: 17. Snowboardcross

### Weltcup
- 3 Platzierungen unter den besten 10

### Weltcupwertungen
| Saison  | Punkte | Platz |
| ------- | ------ | ----- |
| 2015/16 | 12,8   | 88.   |
| 2016/17 | 112,1  | 57.   |
| 2017/18 | 83,5   | 65.   |
| 2018/19 | 476,7  | 30.   |
| 2019/20 | 600    | 25.   |
| 2020/21 | 49     | 30.   |
| 2021/22 | 22     | 45.   |
| 2022/23 | 69     | 30.   |
| 2023/24 | 42     | 39.   |

### Juniorenweltmeisterschaften
- Yabuli 2015: 20. Snowboardcross
- Rogla 2016: 1. Snowboardcross

### Europacup
- 7 Podestplätze, davon 2 Siege

| Ort                  | Land       | Disziplin      |
| -------------------- | ---------- | -------------- |
| Chiesa in Valmalenco | Italien    | Snowboardcross |
| Puy-Saint-Vincent    | Frankreich | Snowboardcross |

### Europäisches Olympisches Winter-Jugendfestival
- Brașov 2013: 2. Snowboardcross, 12. Parallelriesenslalom